# گروه ای‌بی‌اکس
گروه ای‌بی‌اکس، (به انگلیسی: EBX Group) شرکت خوشه‌ای برزیلی است، که از ۶ شرکت تابعه تشکیل شده‌است. این شرکت‌ها و حوزه فعالیت هر یک عبارتند از: اوجی‌اکس (صنعت نفت)، ام‌پی‌اکس (انرژی)، ال‌ال‌اکس (لجستیک)، ام‌ام‌اکس مینراسائو (معدن)، اواس‌اکس (کشتی‌رانی) و سی‌سی‌اکس (زغال سنگ).
شرکت ای‌بی‌اکس در سال ۱۹۸۳ راه‌اندازی شد. در فاصله سال ۲۰۱۱ تا ۲۰۱۲ میلادی، این شرکت سرمایه‌گذاری معادل ۱۵٫۷ میلیارد دلاری، در حوزه ساخت‌وساز نمود و ۲۰٫۰۰۰ شغل جدید ایجاد کرد، که باعث شکل‌گیری بخش جدیدی در این گروه گردید.
ای‌بی‌اکس برای سال ۲۰۱۳ به میزان ۵۰ میلیارد دلار در این بخش سرمایه‌گذاری کرده‌است و کسب‌وکارهای جدیدی را نیز به آن‌ها اضافه نموده، که شامل اجرای زیرساخت‌های شهری، با تمرکز بر بخش محیط زیست و انجام پروژه‌های فناوری اطلاعات.
گروه ای‌بی‌اکس در حال حاضر در ۹ ایالت برزیل فعال بوده، همچنین دارای عملیات در کشورهای شیلی، کانادا، ایالات متحده آمریکا و کلمبیا می‌باشد.
دفتر مرکزی این شرکت در شهر ریو د ژانیرو، برزیل قرار دارد و دفتر عملیاتی آن، در نیویورک مستقر می‌باشد. سهام‌دار اصلی این گروه صنعتی، تاجر برزیلی ایکی باتیستا است، که به‌عنوان رییس هیئت مدیره و مدیر عامل اجرایی آن نیز، فعالیت می‌نماید.